# Haworthia zantneriana
Haworthia zantneriana és una espècie que pertany al gènere Haworthia de la família de les asfodelàcies, subfamília de les asfodelòidies, endèmica de les parts meridionals de les províncies del Cap Occidental i del Cap Oriental a Sud-àfrica.

## Descripció
Haworthia zantneriana és una petita espècie de Haworthia. La roseta no té tija de 5 a 6 cm de diàmetre. Conté entre 20 a 40 fulles i són suaus, glabres, atenuades; de color verd pàl·lid, generalment amb marques longitudinals blanques pàl·lides. És molt prolífera i, finalment, pot formar grans grups. Té una inflorescència simple, esvelta, de fins a 25 cm. Les flors són blanques amb nervació verda i escasses; solen aparèixer a l'octubre i al novembre.

## Distribució i hàbitat
L'àrea de distribució natural d'aquesta espècie és la vegetació rocosa de fynbos a les parts meridionals de les províncies del Cap Occidental i Cap Oriental, Sud-àfrica, que s'estén des del Petit Karoo a l'oest, fins a l'est de Baviaanskloof.
Prefereix les zones ombrívoles (sovint en vessants orientats al sud), en escletxes rocoses. Normalment es troba a vessants més alts.

## Taxonomia
Haworthia zantneriana va ser descrita per Poelln. i publicada a Repertorium Specierum Novarum Regni Vegetabilis 41: 217, a l'any 1937.
Etimologia
Haworthia: nom en honor del botànic britànic Adrian Hardy Haworth (1767-1833).
zantneriana: epítet en honor del major Alfred Zantner (?-1953), un recol·lector de plantes suculentes d'Ingolstadt i major de l'exèrcit alemany.
Varietats acceptades
Hi ha dues varietats acceptades:
- Haworthia zantneriana var. zantneriana: La varietat tipus més estesa. Bastant estesa a les muntanyes al nord del Petit Karoo i sovint força gran, fins als 8 cm d'alçada.
- Haworthia zantneriana var. minor M.B.Bayer, Haworthia Revisited: 164 (1999).: Un tipus rar, més petit i erecte, de 5 cm d'alçada, sense marques a les seves fulles.

Sinonímia
- Haworthia chloracantha var. zantneriana (Poelln.) Halda[7]